# مون اسکوپ
مون اسکوپ (انگلیسی: Moon Scoop) شرکت رسانه‌ای فرانسوی بود که در سال ۱۹۸۴ تأسیس و در سال ۲۰۱۴ منحل شد.